# Kaplica ewangelicka w Wiśle Jaworniku
Kaplica ewangelicka w Wiśle Jaworniku – kaplica ewangelicko-augsburska w Wiśle, w dzielnicy Jawornik, w województwie śląskim w Polsce. Należy do parafii ewangelicko-augsburskiej w Wiśle Jaworniku.

## Historia
Pierwszy punkt katechetyczny w Jaworniku mieścił się w domu prywatnym. Z powodu wypowiedzenia lokalu, parafia w Wiśle zwróciła się 4 stycznia 1979 r. do Urzędu Wojewódzkiego o pozwolenie na postawienie własnego Domu Katechetycznego. Pozwolenie takie uzyskano 17 grudnia 1979 r., a 2 maja 1980 r. po uprzednim podjęciu uchwały przez Radę Parafialną, zakupiono potrzebną działkę. 
Projekt Domu Katechetycznego został przygotowany przez inż. Karola Gasia. 12 listopada 1980 r. powołano komitet budowy, złożony z mieszkańców Jawornika, w tym członków Rady Parafialnej. Kamień węgielny poświęcił 10 maja 1981 r. ks. biskup Janusz Narzyński. Środki finansowe pozyskano ze składek członków parafii w Wiśle oraz dzięki wsparciu z zagranicy.
1 maja 1983 r. miała miejsce uroczystość poświęcenia ukończonego Domu Katechetycznego, którego dokonał biskup Janusz Narzyński.
Poza kaplicą, w budynku znajdują się również sale służące organizacji konferencji i spotkań, a także mają w nim miejsce obozy oraz kolonie.
1 grudnia 1994 r. kaplica stała się świątynią samodzielnej parafii ewangelicko-augsburskiej w Wiśle Jaworniku.
Nabożeństwa w kaplicy odbywają się regularnie w każdą niedzielę i święta, ponadto w okresie adwentu i pasyjnym prowadzone są nabożeństwa tygodniowe.